# Sarcophaga utilis
Sarcophaga utilis är en tvåvingeart som beskrevs av Aldrich 1915. Sarcophaga utilis ingår i släktet Sarcophaga och familjen köttflugor. Inga underarter finns listade i Catalogue of Life.